# Église de l'Assomption-de-la-Sainte-Vierge de L'Assomption
Pour les articles homonymes, voir église de l'Assomption.
L'église de L'Assomption-de-la-Sainte-Vierge est une église catholique de L'Assomption au Québec, située au 285, rue Saint-Pierre.

## Histoire

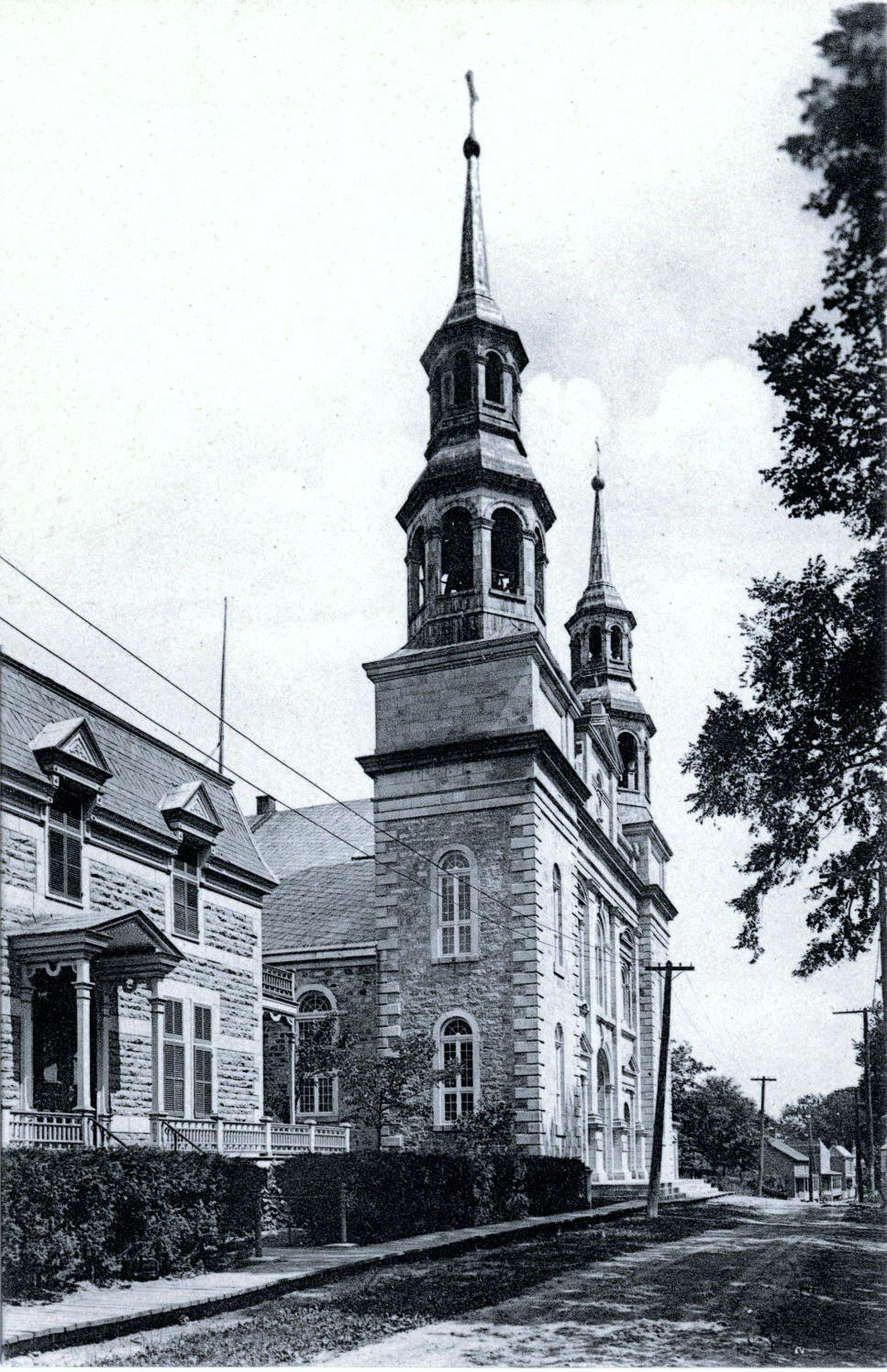
L'église et presbytère vers 1920

Une chapelle en bois à l'initiative de l'abbé Pierre Le Sueur est construite pour répondre aux besoins de la paroisse fondée en 1724 sous le nom de Saint-Pierre-du-Portage. Elle est remplacée en 1752 par une première église, puis par une nouvelle inaugurée en 1820. Elle est agrandie en 1864 selon les plans de Victor Bourgeau. Elle fera l'objet de rénovations en 1959, 1999 et 2003.

## Description

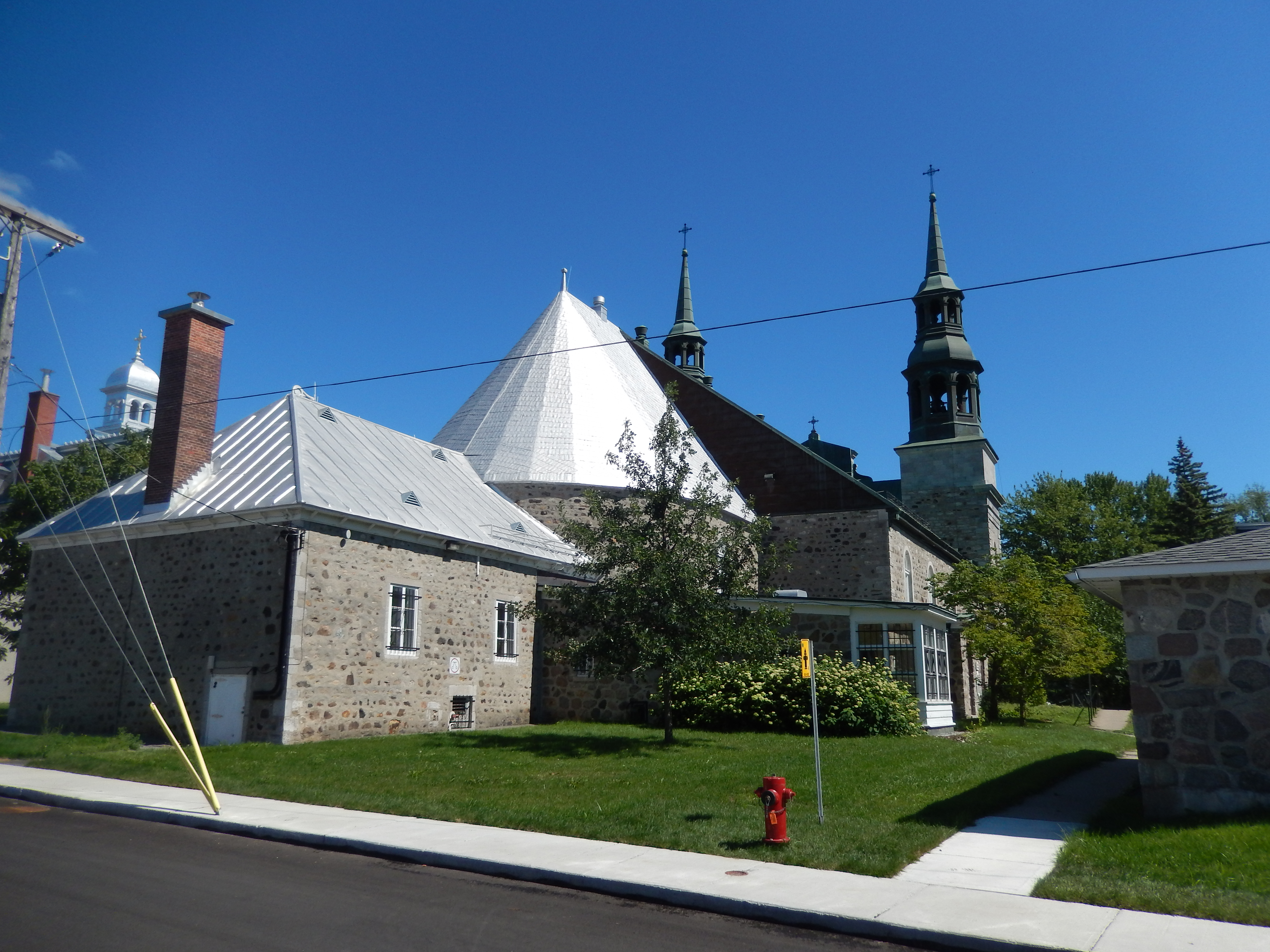
Arrière de l'église

Construite en pierre et de style néo-baroque, elle est composée d'une nef rectangulaire et d'un chœur terminé par une abside en hémicycle. Derrière, on retrouve une sacristie rectangulaire d'un étage, également en pierre. Son toit est à deux versants. Sur la façade, une partie centrale percée de trois portails cintrés est encadrée de deux clochers. Elle est ornée de pilastres et d'un fronton.
À l'intérieur, le maître-autel serait l'œuvre du cousin de l'architecte, le sculpteur Victor Bourgeault. On y retrouve également deux tableaux de Tomasio Oreggia. L'orgue est un Casavant datant de 1923.
Ce bien est cité immeuble patrimonial en 1996.